# Oud-Zuilen
Oud-Zuilen è una cittadina nella provincia olandese di Utrecht. Fa parte del comune di Stichtse Vecht e si trova a circa 4 km a nord-ovest di Utrecht. Si trova in una zona chiamata Vechtstreek.
Nel 2001, la città di Oud-Zuilen contava 224 abitanti distribuiti in 84 abitazioni su una superficie di 0.069 km². L'area statistica di Oud-Zuilen, che comprende anche le parti periferiche del villaggio, così come la campagna circostante, ha una popolazione di circa 1 350 abitanti.